# Krzyż „Golgota Wschodu”

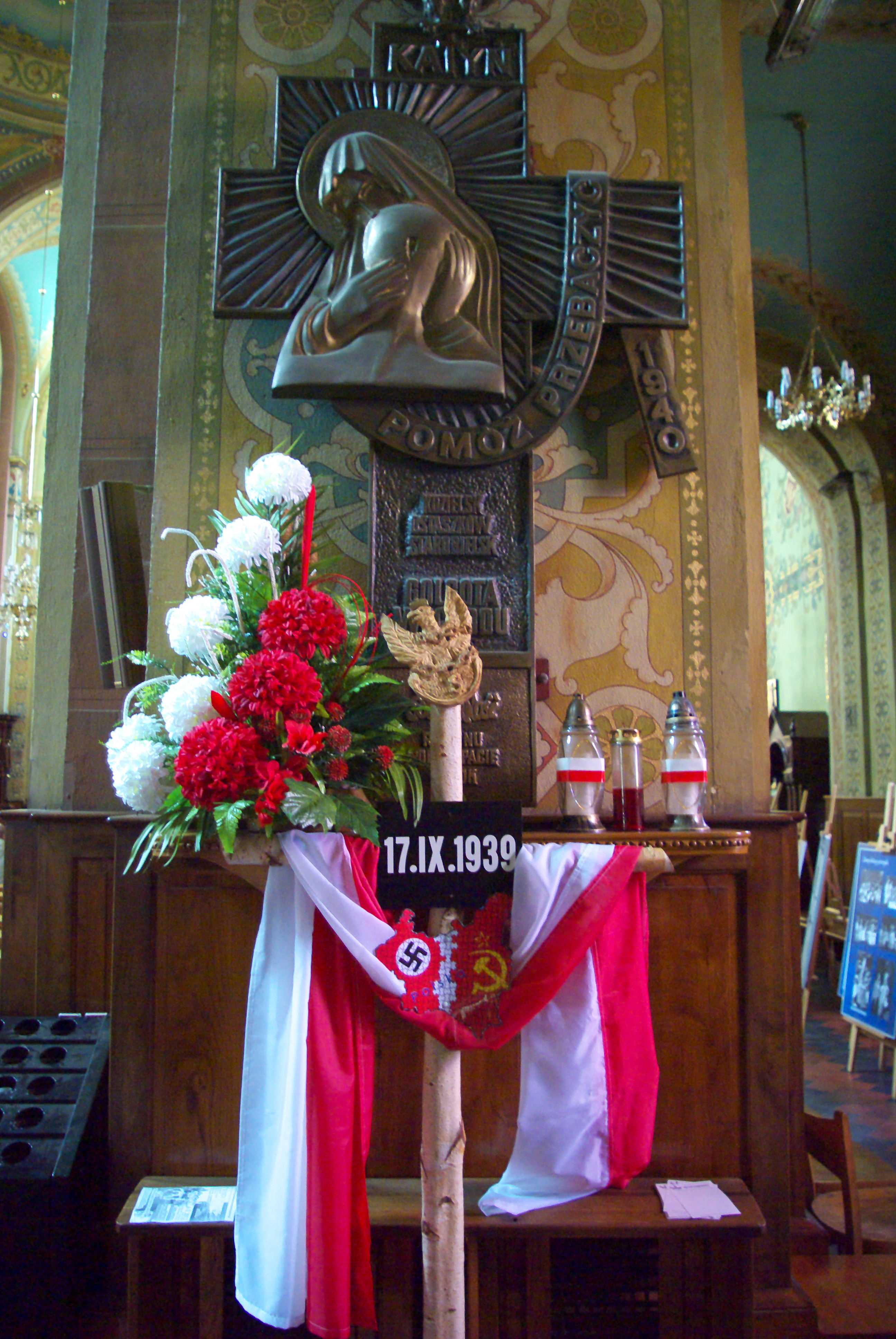
Krzyż „Golgota Wschodu” w kościele Przemienienia Pańskiego w Sanoku

Krzyż „Golgota Wschodu” – symboliczne miejsce upamiętniające ofiary zbrodni katyńskiej podczas II wojny światowej, a także zagraniczne odznaczenie przyznawane za działalność niepodległościową.

## Krótka charakterystyka
W Międzynarodowym Roku Katyńskim 1995 kapelan „Rodzin Katyńskich”, ks. Zdzisław Peszkowski (jeniec obozu w Kozielsku 1939-1940, który uniknął śmierci w Katyniu) był inicjatorem akcji pod nazwą „Golgota Wschodu – Polska pamięta”, w ramach której z okazji 55. rocznicy zbrodni katyńskiej z 1995 w 55 kościołach zaplanowano umieszczenie symbolicznego upamiętnienia w postaci tablicy o nazwie Krzyż „Golgota Wschodu”.
Krzyż w formie reliefu ma wymiary 210 × 120 cm. W centrum krzyża został naniesiony wizerunek Matki Bożej Katyńskiej z rozchodzącymi się promieniami. Nad krzyżem został umieszczony emblemat orła Wojska Polskiego II RP. Poniżej orła znajduje się napis „Katyń”. Krzyż jest przepasany szarfą z napisem „Pomóż przebaczyć 1940”, zaś u dołu krzyża wymieniono pozostałe miejscowości kaźni: „Kozielsk / Ostaszków / Starobielsk” oraz poniżej inskrypcję „Golgota Wschodu”.
Tablica z tym upamiętnieniem została umieszczona w następujących świątyniach:
- Kościół Przemienienia Pańskiego w Sanoku, odsłonięcie miało miejsce 18 listopada 1995, krzyż został umieszczony wewnątrz świątyni na prawym filarze z przodu nawy głównej świątyni[2][3][4][5]. W trakcie mszy świętej tego dnia ks. Peszkowski wygłosił homilię[2]. Fundatorem tablicy wykonanej w Grudziądzu był związek „NSZZ „Solidarność” Region Podkarpacie w Sanoku[1][2]. W tym kościele w 1918 Zdzisław Peszkowski, późniejszy ksiądz został ochrzczony[1].
- Sanktuarium Polskiej Golgoty Wschodu w Będzinie-Syberce (Parafia Nawiedzenia Najświętszej Maryi Panny w Będzinie)[6][7].
- Sanktuarium Golgoty Wschodu przy Kościele Najświętszej Maryi Panny Matki Pocieszenia we Wrocławiu; krzyż został pobłogosławiony 31 maja 1997 przez papieża św. Jana Pawła II podczas pielgrzymki do Polski[8].
- Kościół Przemienienia Pańskiego w Brzozowie (ściana zewnętrzna świątyni).

## Odznaczenie
Zostało ustanowione niepaństwowe odznaczenie pod nazwą Krzyż „Golgota Wschodu”, które przyznaje powołane Stowarzyszenie „Nasza Polonia”, działające w Australii z siedzibą w Sydney. W ramach Stowarzyszenia działa Kapituła Krzyża „Golgota Wschodu”. Wyróżnienie stanowi miniaturę upamiętnienia ustanowionego w 1995, a w swojej strukturze fizycznej zawiera grudki ziemi, pochodzącej z miejsc kaźni zbrodni katyńskiej. Jest przyznawane obywatelom całego świata za działalność niepodległościową.
W 2012 Krzyż „Golgota Wschodu” otrzymali: Daniel Gromann, Jerzy Krajewski, Jadwiga Solka-Krajewska, Waldemar Niemotko, Regina Torpińska, Tadeusz Torpiński, abp Sławoj Leszek Głódź, ks. Tadeusz Rydzyk i Ryszard Techmański (pośmiertnie). W 2016 Krzyżem zostali odznaczeni: Maria Jedlińska-Adamus, abp Mieczysław Mokrzycki, Alojzy Szablewski, Zbigniew Wysocki i Mariusz Błaszczak. W 2018 wyróżnienie otrzymali Antoni Macierewicz, Marian Banaś, Waldemar Tomaszewski, ks. Paweł Bortkiewicz.